# Lambert–St. Louis International Airport
Lambert-St. Louis International Airport is een vliegveld 16 km ten noordwesten van het centrum van St. Louis. In 2013 verwerkte de luchthaven 12.570.128 passagiers. De luchthaven heeft 2 terminals met in totaal 88 gates.

## Geschiedenis
De historie van de luchthaven gaat terug tot 1920. In dat jaar huurde majoor Lambert en de Missouri Aeronautical Society 28 hectare landbouwgrond in St. Louis County om dienst te doen als vliegveld. Majoor Albert Bond Lambert (1875-1946) vloog samen met de gebroeders Wright en behaalde in 1911 zijn vliegbrevet. Tijdens de Eerste Wereldoorlog vloog hij voor het Amerikaanse leger en bereikte de rang van majoor. In 1928 raakte de stad betrokken bij het project. De stad St. Louis investeerde zo'n 2 miljoen dollar om Lambert en de andere initiële investeerders uit te kopen en de faciliteiten van het vliegveld te verbeteren.  
Een jaar later investeerde Lambert in Transcontinental Air Transport (TAT). In 1930 veranderde de naam van TAT in Transcontinental & Western Airlines (TWA). De eerste terminal voor passagiers kwam in 1933 gereed en in dat jaar maakten 24.133 passagiers hiervan gebruik. Tijdens de Tweede Wereldoorlog werd de luchthaven uitgebreid door de militairen. Na de oorlog namen civiele maatschappijen de luchthaven weer over en naast TWA werd in 1950 ook Ozark Air Lines actief en vestigde het hoofdkantoor op de luchthaven.
In 1978 werd de Amerikaanse luchtvaartindustrie gedereguleerd. Er kwam veel meer concurrentie en het vervoer door de lucht nam scherp toe. In 1982 was de luchthaven een van de belangrijkste hubs voor TWA. In 1985 nam Southwest Airlines Lambert-St. Louis op in het routenetwerk en het aantal gates op de luchthaven kwam op 81. TWA nam Ozark Air Lines over en werd daarmee veruit de grootste luchtvaartmaatschappij actief op de luchthaven. In 1986 verwerkte de luchthaven voor het eerste meer dan 20 miljoen passagiers.
In 2001 volgde de overname van TWA door American Airlines. In het grotere routenetwerk van American speelde de luchthaven een minder prominente rol met een daling van het aantal diensten en passagiers tot gevolg. 

## Cijfers
In het jaar 2000 bereikte het aantal passagiers op de luchthaven een piek, iets meer dan 30 miljoen personen. Sindsdien is de passagiersstroom fors verminderd.
| Jaar | Passagiers (x 1000) |
| ---- | ------------------- |
| 1985 | 19.942              |
| 1990 | 20.066              |
| 1995 | 25.719              |
| 2000 | 30.559              |
| 2005 | 14.697              |
| 2010 | 12.331              |
| 2013 | 12.570              |

### Topbestemmingen
| Plaats | Stad                    | Passagiers | Maatschappijen              |
| ------ | ----------------------- | ---------- | --------------------------- |
| 1      | Atlanta, GA             | 465,000    | AirTran, Delta              |
| 2      | Chicago, IL (ORD)       | 438,000    | American, United            |
| 3      | Denver, CO              | 351,000    | Frontier, Southwest, United |
| 4      | Dallas/Fort Worth, TX   | 319,000    | American                    |
| 5      | Chicago, IL (MDW)       | 270,000    | Southwest                   |
| 6      | Minneapolis, MN         | 250,000    | Delta, Southwest            |
| 7      | Phoenix, AZ             | 240,000    | Southwest, US Airways       |
| 8      | Dallas, TX (Love Field) | 233,000    | Southwest                   |
| 9      | New York, NY (LGA)      | 231,000    | American, Delta, Southwest  |
| 10     | Detroit, MI             | 198,000    | Delta, Southwest            |